# TrES-4

TrES-4 är en exoplanet upptäckt 2007 av Trans-Atlantic Exoplanet Survey genom att använda förmörkelsmetoden. Den ligger på 1 400 ljusårs avstånd i stjärnbilden Herkules.
TrES-4 kretsar ett varv runt sin moderstjärna var 3,5 dag och förmörkar när den är sedd från jorden. Den är 0,84 gånger så massiv som Jupiter men har en 1,64 gånger så stor radie, vilket ger den en medeldensitet på 0,24 g/cm³. Detta gör TrEs-4 både den största exoplaneten och den planet med den minsta kända densiteten vid tidpukten för upptäckten, en så kallad "pösig planet".
TrES-4s omloppsradie är 7,3 miljon kilometer, vilket ger den en uppskattad temperatur på omkring 1 300°C. Detta är ensamt inte den enda förklaringen till planetens låga densitet. Vid tillfället är det dock inte känt vad som förorsakat att TrEs-4 är så stor. Den troliga förklaringen är troligtvis både närheten till moderstjärnan, som är 3-4 gånger som luminösare än solen, och den inre upphettningen i planeten.
TrES-4s moderstjärna är 1,22 gånger så massiv som solen. Den har tagit slut på sitt vätebränsle i sin kärna och har börjat växa till en röd jätte; om mindre än en miljard år tror man att den sväljer TrES-4.